# Midnight Heart Tune
Midnight Heart Tune (japanisch 真夜中ハートチューン Mayonaka Heart Tune) ist eine Mangaserie von Masakuni Igarashi, die seit 2023 in Japan erscheint. Die romantische Komödie wurde in mehrere Sprachen übersetzt, darunter ab 2025 auch ins Deutsche. Die Geschichte dreht sich um einen Oberschul-Rundfunkklub mit vier Mädchen und einem Jungen, der unter ihnen die von ihm gesuchte, vermisste Liebe vermutet.

## Inhalt
Wenn Arisu Yamabuki (山吹 有栖) als Mittelschüler abends allein war, gab ihm die Radiosendung eines Sprechers mit dem Spitznamen „Apollo“ stets Trost. Gelegentlich konnte er sich mit der Sprecherin unterhalten und glaubt, ihre übliche Verabschiedung „Ich liebe dich“ galt ihm. Doch eines Tages wurde die Sendung ohne Erklärung eingestellt. Jahre später ist Arisu im zweiten Jahr der Fuurin-Oberschule und macht es sich zur Aufgabe, Apollo ausfindig zu machen. Denn er glaubt, sie sei ebenfalls an dieser Schule. Zunächst nimmt er sich vor, alle Mädchen „Ich liebe dich“ sagen zu lassen, um die Gesuchte an ihrer Stimme zu erkennen. Während das scheitert, hört er die vertraute Stimme aus dem Rundfunkklub der Schule – doch dort angekommen könnte sie jeder der anwesenden vier Mädchen gehören. So tritt er dem Klub bei. Die vier Mädchen träumen alle davon, mit ihren Stimmen später Karriere zu machen: Shinobu Uzuki (雨月 しのぶ) will Ansagerin werden, Nene Himekawa (日芽川 寧々) Sprecherin, Iko Kirino (霧乃 イコ) will als VTuber berühmt werden und Rikka Inohana (井ノ華 六花) hat das Ziel, Sängerin zu werden. Arisu will den vieren helfen, ihre Träume zu erfüllen, um dabei seinen eigenen zu erfüllen.

## Veröffentlichung
Der Manga startete im September 2023 im Shōnen Magazine, wo er seither in einzelnen Kapiteln erscheint. Der Verlag Kōdansha brachte die Kapitel auch gesammelt in bisher neun Bänden heraus. Eine deutsche Fassung wird seit Juni 2025 von Planet Manga veröffentlicht. Die Übersetzung stammt von Lasse Christian Christiansen. Eine englische Übersetzung erscheint online bei K Manga, auf Italienisch wird die Serie von J-Pop veröffentlicht.
Im März 2025 wurde für 2026 eine Adaption als Anime-Fernsehserie angekündigt.